# 莱涅 (马耶讷省)
莱涅（法語：Laigné，法語發音：[lɛɲe]）是法国马耶讷省的一个旧市镇，位于该省南部，属于贡捷堡区。2018年1月1日，莱涅和相邻的昂普瓦涅合并成为新市镇普雷当茹（Prée-d'Anjou），莱涅为政府驻地。

## 地理
莱涅（47°50'31"N, 0°49'7"W）面积21.54 平方千米，位于法国卢瓦尔河地区大区马耶讷省，该省份为法国西北部内陆省份，北起芒什省和奧恩省，西接伊勒-维莱讷省，南至曼恩-卢瓦尔省，东临萨尔特省。
与莱涅接壤的市镇（或旧市镇、城区）包括：桑普莱、昂普瓦涅、贡捷堡、德纳泽、马里涅珀通、波姆里约。
莱涅的时区为UTC+01:00、UTC+02:00（夏令时）。

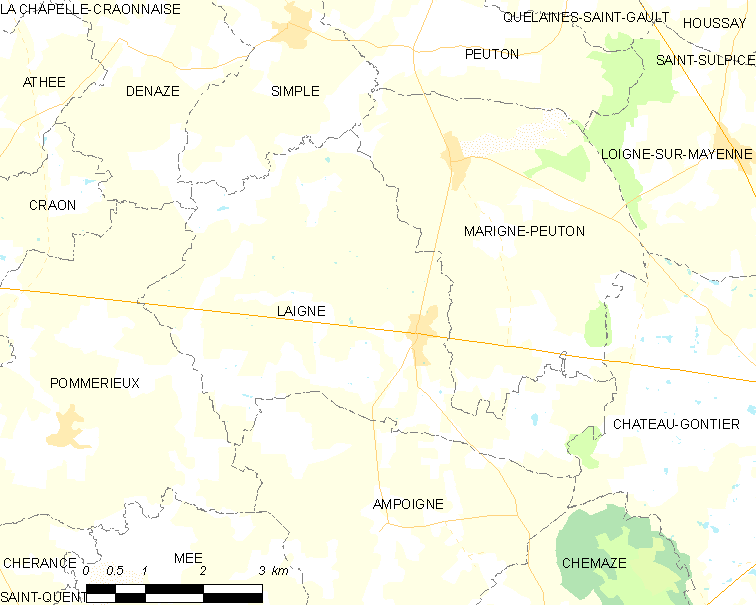
莱涅的OSM定位图

## 行政
莱涅的邮政编码为53200，INSEE市镇编码为53124。

## 政治
莱涅所属的省级选区为马耶讷河畔贡捷堡第二县。

## 人口

1962-2008年间莱涅人口变化图示

莱涅于2018年1月1日时的人口数量为842人。